# De Kade (Zaandam)
De Kade was een pop- & dancepodium in Zaandam. Het gebouw had twee zalen en bood hiermee plaats aan 200 en 700 bezoekers. Het programma van de Kade werd mede mogelijk gemaakt door bijdragen van de gemeente Zaanstad en het Fonds Podiumkunsten (NFPK+). In 2010 werd bekend dat de subsidie vanuit de gemeente zou worden stopgezet. 1 juli 2011 was het afscheidsfeest. Het ging verder in de kleine zaal als productiehuis, maar in 2013 was dat ook niet meer te bolwerken en werd daarvoor ook de subsidiekraan dichtgedraaid.